# Capitão Poço
Capitão Poço é um município brasileiro do estado do Pará, pertencente à Mesorregião do Nordeste Paraense na microrregião do Guamá. Sendo mais conhecido por sua grande produção de laranja.

## Etimologia
Denominação em homenagem ao explorador Capitão Possolo, integrante da primeira caravana de exploradores pioneiros, que chegaram na região em junho de 1955.

## História
Na década de 1950, no Município de Ourém foi instalada uma "frente pioneira" que passou a ser chamada de Capitão Poço, após a criação da BR Belém-Brasília, que resultaram na instalação de migrantes, de outras partes do país, em território paraense.

### Formação Administrativa
Em dezembro de 1961, foi elevado à categoria de município com denominação de Capitão Poço pela Lei Estadual nº 2 460 (de 29/12/1961), sendo desmembrado de Ourém.

## Geografia
Localiza-se no norte brasileiro, a uma latitude 02º25'08" sul e longitude 48º09'08" oeste, estando a uma altitude de 73 metros do nível do mar. O município possui uma população estimada em 52.839 habitantes distribuídos em 2 899,553 km² de extensão territorial.
Subdivisões
Bairros:
- Marupá;
- Gasolina;
- Tatajuba;
- DER;
- JR 1;
- JR 2;
- JR 3;
- Coutilândia;
- Eurico Siqueira;
- Flor de Lins;
- Goiabarana;
- Goiânia;
- Centro;
- Jardim Tropical;
- Vila Nova;
- Vila Kennedy;
- Bairro de Fátima;
- Santa Rita de Cássia;
- IPASEP.

Principais Vilas e/ou povoados:
- Açaiteua;
- Arauaí;
- Ajará;
- Santa Luzia do Induá;
- Jacamim;
- Boca Nova;
- Boca Velha;
- Caraparu da Estrada;
- Caraparu do Meio;
- Caraparu de Cima;
- Caraparu de Baixo;
- Grota Seca;
- Iacaiacá;
- Bom Jardim;
- Muriá;
- Jararaca;
- Vila Nazaré;
- Cubiteua;
- Santana;
- Beira do Rio;
- Igarapé-Açú.

## Educação

### Educação Básica
O índice de Desenvolvimento de Educação Básica é 3,1 (IBGE, 2016), o índice abaixo da média nacional. Atualmente o município de Capitão Poço conta com um número aproximadamente de 1,5 mil alunos matriculados no ensino infantil, 10 mil matriculado no ensino fundamental e 2 mil matriculados no ensino médio (IBGE, 2015).
Escolas Estaduais:
- EEEFM Padre Vitaliano Maria Vari;
- EEEFM Terezinha Bezerra Siqueira;
- EEEFM Oswaldo Cruz;
- EEEFM Belina Campos Coutinho;
- EEEFM Antônio Valdenir Araújo de Lima (Lions);

Principais escolas municipais:
- EMEF Fátima Oliveira;
- EMEF Silvio Nascimento;
- EMEF Francisco Marques Aguiar;
- EMEF Mariana das Graças;
- EMEF Valmeire Borges;
- EMEF Laura Borges;

### Educação Superior

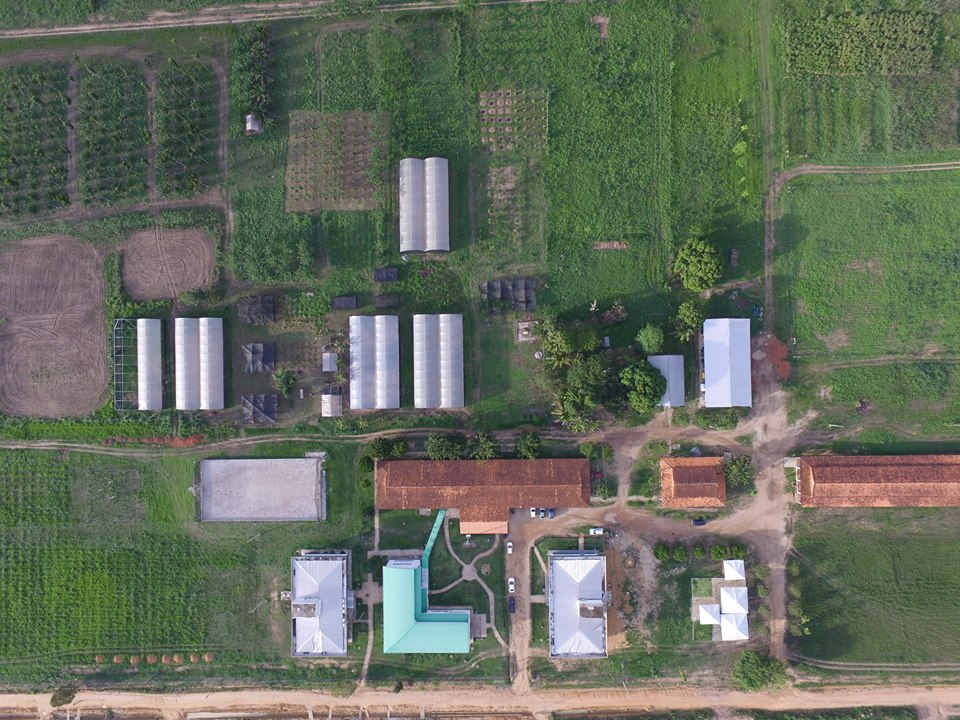
CAMPUS DE CAPITÃO POÇO

#### Universidade Federal Rural da Amazônia (UFRA)
Atualmente, Capitão Poço conta com o campus universitário da Universidade Federal Rural da Amazônia (UFRA), que realiza suas atividades de ensino, pesquisa e extensão no município desde 2005. Ofertando cursos presenciais nas áreas de Ciências Agrárias, Ciências Biológicas e Tecnologia da Informação.

#### Universidade Federal do Pará (UFPA)
A Universidade Federal do Pará (UFPA) contém um núcleo da universidade no município, que ofertas cursos de graduação intensivo pelo Plano Nacional de Formação de Professores (PARFOR).

#### Faculdade Educacional da Lapa (FAEL)
Faculdade Educacional da Lapa (FAEL) é uma instituição Privada, que oferta cursos de graduação à distância. Atualmente, oferta variáveis cursos à distância.

#### Centro Universitário Leonardo da Vinci (UNIASSELVI)
Centro Universitário Leonardo da Vinci (UNIASSELVI) é uma instituição privada, que oferta cursos de graduação à distância. Atualmente, oferta variáveis cursos à distância.

## Economia

### Agricultura
O município contém um expressiva produtividade, contendo plantações de Bananas (1,6 t), Coco-da-Baía (14 mil), Laranja (150 mil t), Maracujá (180 t), Pimenta do Reino (2 mil t), Arroz (104 t), Feijão (1,5 mil t), Malva (112 t), Mandioca (54 mil t), Milho (1,1 mil t) e Açaí (35 t). (IBGE, 2015)

### Pecuária
O município de capitão Poço contém produção pecuária interessante, contando com aquicultura, Bovinos, caprinos, galináceo, mel de abelhas e criação de suínos. (IBGE, 2015)

### Silvicultura
Na silvicultura Capitão Poço produz Carvão Vegetal (20 t), Lenha (2 mil m³) e Madeira em tora (10 mil m³). (IBGE, 2016).

### Comércio
Possui comércio forte, que é responsável por quase 50% do PIB da Cidade.

## Turismo
Pontos turísticos
- Santuário Santo Antonio Maria Zaccaria (Igreja Matriz);
- Balneário Águas Cristalinas;
- Praça da Alvorada;
- Balneário Geladeira;
- Prainha da Boca Nova;
- Balneário Cacurí;
- Balneário Pensamento;
- Parque Hotel Fazenda Cachoeira;
- Parque Clube Riacho Doce;
- Parque Clube Cantagalo.